# Église du Sacré-Cœur de Colombes
Pour les articles homonymes, voir Église du Sacré-Cœur.
L'église du Sacré-Cœur, située rue Gabriel-Péri à Colombes dans les Hauts-de-Seine est un lieu de culte catholique.

## Histoire

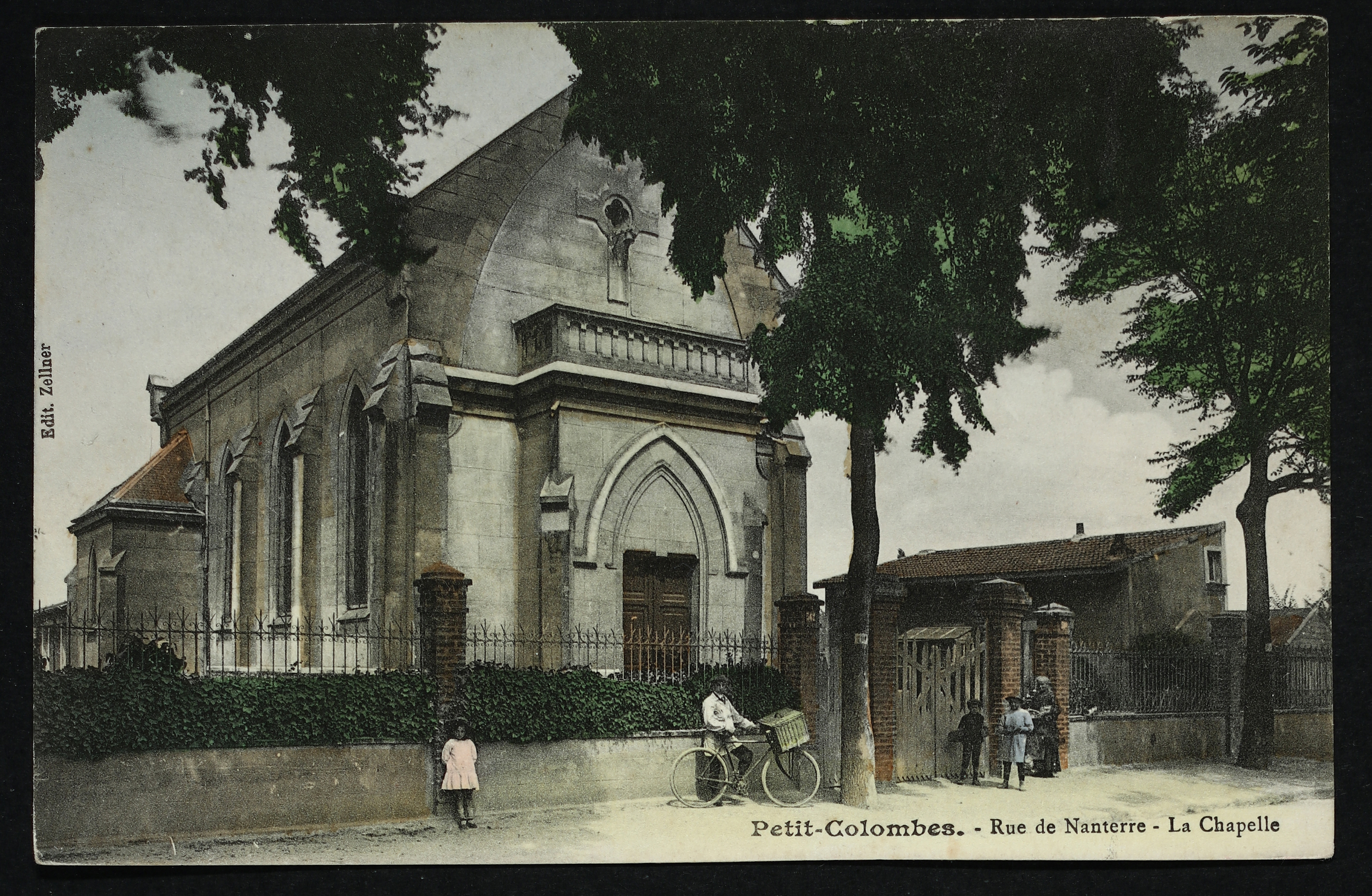
Carte postale - Colombes - Rue de Nanterre - La Chapelle.

Auparavant se trouvait à cet endroit une église construite en 1900 et destinée à être détruite. Elle a été prolongée et augmentée d'un transept et d'un chœur pendant les années 1930, par l'Œuvre des Chantiers du Cardinal, sur les plans des frères Robert et André Duthoit, fils de l'architecte Louis Duthoit.
Elle a été endommagée pendant la guerre par des bombardements alliés.

## Description
Son plan en croix latine provient de la nef à 3 vaisseaux de l'édifice d'origine, avec ses ajouts. La façade est en enduit et chaînage de pierre tandis que le chœur est en briques.

## Paroisse
Elle était desservie jusqu'en 2002 par les Fils de la charité